# Rue Notre-Dame-de-Bonne-Nouvelle
Rue Notre-Dame-de-Bonne-Nouvelle är en gata i Quartier de Bonne-Nouvelle i Paris andra arrondissement. Gatan är uppkallad efter kyrkan Notre-Dame-de-Bonne-Nouvelle. Rue Notre-Dame-de-Bonne-Nouvelle börjar vid Rue Beauregard 19 och slutar vid Boulevard de Bonne-Nouvelle 21.

## Omgivningar
- Notre-Dame-de-Bonne-Nouvelle
- Square Jacques-Bidault
- Rue Poissonnière
- Rue de la Lune
- Rue de la Ville-Neuve
- Rue Notre-Dame-de-Recouvrance
- Rue Thorel
- Rue des Degrés

## Bilder
| - Gatuskylt. - Kyrkan Notre-Dame-de-Bonne-Nouvelle. - Square Jacques-Bidault. |

## Kommunikationer
- Tunnelbana – linjerna   – Bonne-Nouvelle
- Busshållplats Poissonnière-Bonne Nouvelle – Paris bussnät, linje 32

### Webbkällor
- ”Rue Notre-Dame-de-Bonne-Nouvelle”. Mairie de Paris. https://web.archive.org/web/20201107150403/http://www.v2asp.paris.fr/commun/v2asp/v2/nomenclature_voies/Voieactu/6768.nom.htm. Läst 1 augusti 2022.
- ”Rue Notre-Dame-de-Bonne-Nouvelle (2ème arrondissement)”. Les rues de Paris. https://web.archive.org/web/20180213185844/http://www.parisrues.com/rues02/paris-02-rue-notre-dame-de-bonne-nouvelle.html. Läst 1 augusti 2022.